# Milaan-San Remo 1998
De wielerklassieker Milaan-San Remo 1998 werd gereden op 21 maart 1998. De koers werd gewonnen door Erik Zabel. Het was de tweede opeenvolgende zege van de Duitse sprinter in de Primavera.

## Uitslag
| Rang | Naam               | Land      | Ploeg                    | Tijd     |
| ---- | ------------------ | --------- | ------------------------ | -------- |
| 1    | Erik Zabel         | Duitsland | Team Telekom             | 7u10'14" |
| 2    | Emmanuel Magnien   | Frankrijk | Française des Jeux       | z.t.     |
| 3    | Frédéric Moncassin | Frankrijk | GAN                      | z.t.     |
| 4    | Stefano Zanini     | Italië    | Mapei-Bricobi            | z.t.     |
| 5    | Andrei Tchmil      | België    | Lotto-Mobistar           | z.t.     |
| 6    | Filippo Casagrande | Italië    | Scrigno-Gaerne           | z.t.     |
| 7    | Peter van Petegem  | België    | TVM-Farm Frites          | z.t.     |
| 8    | Michele Bartoli    | Italië    | Asics-CGA                | z.t.     |
| 9    | Roberto Petito     | Italië    | Saeco Macchine per Caffè | z.t.     |
| 10   | Alberto Elli       | Italië    | Casino-Ag2r              | z.t.     |

## Overige Belgen
| Rang | Naam                | Land   | Ploeg           | Tijd      |
| ---- | ------------------- | ------ | --------------- | --------- |
| 36   | Johan Museeuw       | België | Mapei-Bricobi   | op 17"    |
| 60   | Peter Farazijn      | België | Lotto-Mobistar  | op 2'43"  |
| 61   | Mario Aerts         | België | Lotto-Mobistar  | z.t.      |
| 65   | Marc Wauters        | België | Rabobank        | op 5'35"  |
| 94   | Geert Van Bondt     | België | TVM-Farm Frites | op 7'56"  |
| 136  | Frank Vandenbroucke | België | Mapei-Bricobi   | op 11'15" |
| 165  | Axel Merckx         | België | Team Polti      | z.t.      |
| 171  | Ludo Dierckxsens    | België | Lotto-Mobistar  | op 16'11" |

1907 · 1908 · 1909 · 1910 · 1911 · 1912 · 1913 · 1914 · 1915 · 1916 · 1917 · 1918 · 1919 · 1920 · 1921 · 1922 · 1923 · 1924 · 1925 · 1926 · 1927 · 1928 · 1929 · 1930 · 1931 · 1932 · 1933 · 1934 · 1935 · 1936 · 1937 · 1938 · 1939 · 1940 · 1941 · 1942 · 1943 · 1944 · 1945 · 1946 · 1947 · 1948 · 1949 · 1950 · 1951 · 1952 · 1953 · 1954 · 1955 · 1956 · 1957 · 1958 · 1959 · 1960 · 1961 · 1962 · 1963 · 1964 · 1965 · 1966 · 1967 · 1968 · 1969 · 1970 · 1971 · 1972 · 1973 · 1974 · 1975 · 1976 · 1977 · 1978 · 1979 · 1980 · 1981 · 1982 · 1983 · 1984 · 1985 · 1986 · 1987 · 1988 · 1989 · 1990 · 1991 · 1992 · 1993 · 1994 · 1995 · 1996 · 1997 · 1998 · 1999 · 2000 · 2001 · 2002 · 2003 · 2004 · 2005 · 2006 · 2007 · 2008 · 2009 · 2010 · 2011 · 2012 · 2013 · 2014 · 2015 · 2016 · 2017 · 2018 · 2019 · 2020 · 2021 · 2022 · 2023 · 2024 · 2025

Lijst van beklimmingen